# 140 Midi 4001 à 4018
Les 140 Midi 4001 à 4018 sont des locomotives de type Consolidation utilisées sur le réseau du Midi puis à la SNCF. Ces machines sont les premières locomotives de type Consolidation en France.

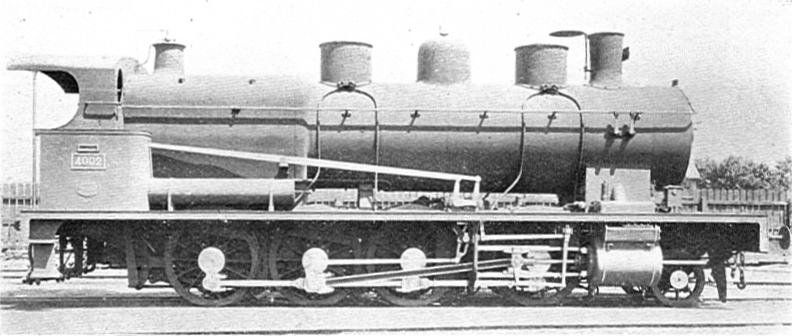
Locomotive 4002 construite par la SACM

## Genèse
La ligne de Béziers à Neussargues, à cause de son profil comportant de fortes rampes, mais aussi en raison du trafic important qui y transitait, était une ligne très difficile qui motiva l’utilisation des locomotives les plus puissantes de la Compagnie des chemins de fer du Midi.
En 1900, les trains de marchandises de cette ligne étaient tractés par des 040 série 2000, construites entre 1873 et 1888, qui étaient alors les plus puissantes de la compagnie. Face à l’augmentation des volumes à transporter, ces locomotives qui ne pouvaient remorquer que 120 tonnes sur les rampes de 33 ‰ de cette ligne arrivaient à bout de souffle.
En 1896 le Midi avait mis en service pour le transport des voyageurs deux séries de Ten Wheel, la série 1300 à roues de 1750 mm et la série 1400 à roues de 1610 mm, cette dernière était spécifiquement construite pour la ligne de Béziers à Neussargues où elle permit non seulement d’augmenter la vitesse des trains mais aussi de remorquer des trains bien plus lourds.

## Mise au point
La nouvelle locomotive était inspirée des 230 SACM mais, afin de bénéficier d’une meilleure adhérence et d’un effort de traction accru, elles étaient munies de quatre roues motrices et d’un simple bissel avant.
Les premiers essais réalisés avec le prototype 4001 en 1901 laissaient envisager une notable augmentation des charges qu’elle pouvait remorquer mais aussi, grâce au compoundage, des économies appréciables d’eau et de charbon par rapport aux 040 série 2000.
Elles furent construites et livrées dans l'ordre suivant :
- 4001 et 4002 par la SACM à Belfort en 1901
- 4003 à 4012 par la SFCM (Cail) à Denain en 1904
- 4013 à 4018 par la SACM à Belfort en 1907

## Carrière
En service, elles étaient affectées à des trains de marchandises de 210 tonnes, sur la portion de ligne très accidentée entre Bédarieux et Neussargues.
Ce type de locomotive intéressa les autres réseaux français.
- la Compagnie des chemins de fer de l’Est commanda d’abord deux prototypes puis 173 locomotives numérotées 4003 à 4175
- la Compagnie du Paris-Orléans mit au point une version améliorée employant la chaudière des Atlantic PO[1] : les 140 PO 5001 à 5152[4]

En 1934, les locomotives du Midi seront immatriculées 140-901 à 918. À la SNCF en 1938, elles devinrent les 140 A 901 à 918.

## Préservation
Une d’entre-elles, la 140 A 908 (Numéro Midi 4008), a été préservée et se trouve désormais à la Cité du train de Mulhouse, restaurée en configuration d’origine.